# Campeonato Asiático de Handebol Feminino de 2012
O Campeonato Asiático de Handebol Feminino de 2012 foi a décima quarta edição do principal campeonato de andebol (português europeu) ou handebol (português brasileiro) feminino do continente asiático. A Indonésia foi o país sede e os jogos ocorreram na cidade de Yogyakarta.
A Coreia do Sul foi campeã pela nona vez, com a China segundo e o Japão terceiro.

## Grupos
| Grupo A                                                                | Grupo B                                                            |
| ---------------------------------------------------------------------- | ------------------------------------------------------------------ |
| Coreia do Sul · China · Coreia do Norte · Irã · Taipé Chinês Indonésia | Cazaquistão · Japão · Uzbequistão · Turcomenistão · Kuwait · Índia |